# Liparis simmondsii
Liparis simmondsii är en orkidéart som beskrevs av Frederick Manson Bailey. Liparis simmondsii ingår i släktet gulyxnen, och familjen orkidéer.
Artens utbredningsområde är Queensland. Inga underarter finns listade i Catalogue of Life.